# Odynerus stigma
Odynerus stigma är en stekelart som beskrevs av Henri Saussure. Odynerus stigma ingår i släktet lergetingar, och familjen Eumenidae. Inga underarter finns listade i Catalogue of Life.